# Ван Говэй
Ван Говэ́й (кит. трад. 王國維, упр. 王国维, пиньинь Wáng Guówéi; 1877[…], Хайнин — 2 июня 1927, Куньминху) — китайский историк, филолог, писатель, переводчик, преподаватель, философ, поэт времён падения империи Цин и первых лет Китайской республики.

## Биография
Родился в Хайнинской области Ханчжоуской управы (современный городской уезд Хайнин городского округа Цзясин) провинции Чжэцзян. Получил классическое образование. В 1882 году окончил местную частную школу. В 1893 году сдал провинциальные экзамены. В 1899 году, после провала на императорском экзамене, перебирается в Шанхай, где работает корректором в газете. Впоследствии поступает в японскую школу преподавания языков. В 1901 году при поддержке влиятельного сановника Лю Жэня переезжает в Токио, где занимается естественным науками. В 1902 году по возвращении в Китай занимается преподавательской деятельностью.
Ван Говэй не поддержал синьхайскую революцию 1911 года, которая свергла монархию в Китае. Он вынужден был бежать в Японию, откуда вернулся только в 1916 году. Переезжает в Пекин, где поддерживает идею восстановления империи Цин. Тогда же начинает преподавать в университете Цинхуа в качестве профессора. На этом посту он находился до 1927 года, когда в столицу Китая вошли республиканские войска Гоминьдана. Понимание невозможности внедрить свои надежды на восстановление монархии привели к тому, что Ван Говэй покончил с собой, утопившись в озере Куньмин у бывшего Летнего императорского дворца.

## Философия
Подвергал критике ориентацию философии на политику и национальные проблемы (Янь Фу, Лян Цичао), выступал против попыток реформаторов (Кан Ювэй, Тань Сытун) превратить конфуцианство во Всекитайскою религию. Констатировал «инструментальность» традиционной китайской культуры, отсутствие в ней «чисто» философских традиций (метафизики, логики, гносеологии). Подчеркивал «практический уклон» китайской философии в отличие от «теоретичности» западной философской мысли.
Считал, что, подобно тому как в эпоху Хань китайская культура была оживлена буддийской философией, в XX веке она должна быть оживлена европейской. Ван Говэй - первый в Китае исследователь и переводчик трудов Шопенгауэра и Ницше. Вклад Канта в мировую философию видел в установлении критерия истинности, доказательстве формальной субъективности знания об объекте. Шопенгауэра рассматривал как центральную фигуру европейской философии, видя сходство его учения в буддизме и упанишад.
После Синьхайской революции Ван Говэй отказался от прежних увлечений немецкой философией, предостерегал о пагубном влиянии западных идей.
Ван Говэй внес значительный вклад в развитие китайской филологии. Самым значимым является его труд по дешифровке древних гадательных надписей. Занимался также филологическим исследованием романа «Сон в красном тереме».
Был первым историком китайского театра. Особенно значимыми являются его научные исследования по истории театра во времена династий Сун и Юань. Труды по филологии и истории вошли в сборник «Гуантань Цзилинь».
Ван Говэй известен своей философской лирикой. Здесь прослеживаются традиционные темы китайской поэзии, которые были переосмыслены автором в духе западной философии.
В то же время теоретические труды Ван Говэя сыграли значительную роль в осмыслении прозы в рамках общей теории эстетики. Эстетические взгляды у него сложились под влиянием немецкой философии. Искусство, по Ван Говэю - форма реализации «избыточной» энергии, «взрослый» аналог детской игры. Его цель - «разъяснение идеи», познание. Если альтернативой «вульгарному времяпрепровождению» для «средних людей» является общая религия, предназначенная для нравственного воспитания, то для элиты - искусство.
Поэтические и прозаические произведения вошли в сборник «Ван Говэй Вэньцзе» (Сборник литературных произведений Ван Говэя).